# Mesostrix pentatoma
Mesostrix pentatoma är en skalbaggsart som beskrevs av Miłosz A. Mazur 1994. Mesostrix pentatoma ingår i släktet Mesostrix och familjen stumpbaggar. Inga underarter finns listade i Catalogue of Life.